# Zustellserver
Bei einem Zustellserver handelt es sich um eine Technologiekomponente bei der zukunftsorientierten Form der elektronischen Zustellung von behördlichen Dokumenten, die sich nicht mehr durch den Versand von E-Mail qualifizieren lassen und meistens aufgrund von Identifikationsbedingungen und Zustellsicherheit nur den postalischen Weg verwenden. Basierend auf der Kommunikation über SOAP, mittels gesetzlich festgelegten XML-Formates, können dem Zustellserver Sendungen übergeben werden, der diese dann über ein Webportal mittels qualifizierter Identifikation dem Empfänger nach Verständigung zum Download anbietet.

## Was ist der Zustellserver?
Der Zustellserver ist Teil eines Zustelldienstes. Ein Zustellserver übernimmt die elektronische Zustellung an den Empfänger, d. h., er nimmt die elektronischen behördlichen Dokumente an und hält sie für Empfänger bereit. Qualifiziert ist die Zustellung durch geschützten Zugriff und verschlüsselter Bereithaltung (X.509 Verschlüsselungszertifikat) der Dokumente.
Folgende Prozesse hat ein Zustellserver implementiert:
- Erstellung und Verwaltung eines elektronischen Postfachs
- Beantwortung von Requests sowie die Annahme von Sendungen
- Zustellung und Verständigung des Empfängers
- Ausstellung eines Zustellnachweises an den Sender, bzw. Information über die Unzustellbarkeit eines Dokumentes

Die technische Realisierung erfolgt durch diverse Zustelldienste, die direkt von Behörden oder privaten Unternehmen angeboten werden. Die Zulassung als Zustelldienst bedarf laut § 30 ZustellG einer behördlichen Zulassung, deren Erteilung beim Bundeskanzleramt zu beantragen ist. Nähere Informationen zu den Zustelldiensten finden sich im Artikel Elektronische Zustellung.

### Ablauf
Zuerst informiert sich der Absender beim Zustellkopf, ob der Empfänger ein Postfach besitzt. Der Zustellkopf ist ein zentrales Register, das mit allen Verzeichnisdiensten der zugelassenen Zustelldienste kommuniziert. Danach wird über ein bestimmtes Interface die Zustellung gesendet. Für die Verschlüsselung stellt der Zustellserver einen Public Key über seine eigene Domain zur Verfügung.
Der Empfänger bekommt von dem Zustellserver eine Verständigungsmail, damit dieser sich einloggt und das Dokument abholt. Nach einem gesetzlich festgelegten Timeout von 48 Stunden muss eine 2. Verständigungsmail versandt werden. Die gelieferten Informationen werden in einem XML-File, das nach bestimmten Regeln aufgebaut ist, sowie durch das XML-Schema RecipientNotification.xsd angezeigt wird, versandt.
Der Zugriff auf die Dokumente erfolgt durch eine qualifizierte Identifikation mittels Bürgerkarte oder Handysignatur. Erst nach erfolgreichem Login werden die Dokumente zum Download angeboten. Verlangt der Sender eine Bestätigung, so muss der Benutzer über den Server via qualifizierte elektronische Signatur den Empfang bestätigen. Der Server stellt dann eine XML-basierte Notifikation auf, die zur Protokollierung dient und an den Sender zurückgesandt werden kann.

## Umfeld

### E-Mail im Vergleich
Wenn Nachrichten per E-Mail versandt werden, kann der technische Sicherheitslevel nicht garantiert werden. Bei E-Mails gibt es zwar Empfangsbestätigungen, die aber je nach eingesetzter Technologie durchaus nicht zurückgesandt werden. Für wichtige Dokumente der Behörde ist es vor allem ausschlaggebend, dass nachgewiesen werden kann, wann ein Dokument zugestellt worden ist, sowie dass nur der Empfänger selbst bzw. ermächtigte Personen den Inhalt lesen können und bei der Übermittlung die Information nicht an Dritte gelangen können.

### Komplexität für Benutzer
Dem Benutzer wird eine webbasierte Oberfläche bereitgestellt, die global zu erreichen ist. Diese Software lässt eine Authentifikation durch diverse Bürgerkartenumgebungen (Software, Kartenlesegeräte etc.) zu. Der Benutzer kann sämtliche Dokumente verwenden, da er bekannt gegeben hat, welche Datentypen der Zustellserver für seine Dokumente annehmen darf.

## Rechtliche Rahmenbedingungen

### Österreich
Die rechtlichen Grundlagen der behördlichen elektronischen Zustellung sind im Bundesgesetz über die Zustellung behördlicher Dokumente und in der Verordnung des Bundeskanzlers über die Zulassung als elektronischer Zustelldienst geregelt.

#### Elektronische Bürgerkarte
Die elektronische Bürgerkarte dient der Authentifizierung, dass der Benutzer auch der gewünschte Empfänger ist. Mit diversen Bürgerkartenumgebungen können Authentifizierungsvorgänge mit der Website des Zustellservers gekoppelt werden um eine sichere Authentifizierung zu gewährleisten.
Vor allem bei der An- und Abmeldung wird eine Bürgerkarte per Gesetz vorausgesetzt.

#### Private Nutzung
Dem Zustellserver bleibt es vom Gesetz her frei ob er auch die Zustellung von Dokumenten für private Personen bzw. Unternehmen ermöglicht. Der Anreiz besteht darin, Rechnung und Verträge zuverlässig über den elektronischen Weg an den gewünschten Empfänger zu übermitteln.

#### Zustellung mit Nachweis
Die Behörde kann wählen, ob ein Dokument mit Nachweis zugestellt werden soll. Hierzu wird sie informiert, wenn der Benutzer das Dokument am Zustellserver abholt. Andernfalls gelten bestimmte Regelungen, die schon die Verständigung das Dokument als zugestellt qualifizieren.

### Gesetze
- Bundesgesetz über die Zustellung behördlicher Dokumente (Zustellgesetz – ZustG)
- Verordnung des Bundeskanzlers über die Zulassung als elektronischer Zustelldienst (Zustelldiensteverordnung – ZustDV)